# Rijksmuseum Research Library
De Rijksmuseum Research Library, ofwel Cuypersbibliotheek, is de kunsthistorische museumbibliotheek van het Rijksmuseum Amsterdam. De bibliotheek is de oudste kunsthistorische bibliotheek van Nederland en heeft tevens de grootste kunsthistorische collectie van het land. De leeszaal van de bibliotheek is net als het Rijksmuseum ontworpen door Pierre Cuypers.

## Collectie
De webcatalogus bevat zo'n 450.000 monografieën, 90.000 veilingcatalogi, en 500 lopende en 3.500 afgesloten tijdschriften. De circa 50.000 catalogi van voor 1989 zijn nog niet opgenomen in de online catalogus. Jaarlijks worden er zo'n 10.000 boeken, veilingcatalogi, en tijdschriften aan de collectie toegevoegd. Ook bezit de bibliotheek belangrijke speciale collecties op het gebied van architectuur, fotografie, museumscholen en Aziatische kunst, en oude veilingcatalogi en collectiecatalogi.

## Bezoek
Onderzoekers en studenten kunnen in de studie- en leeszaal de collectie van de bibliotheek raadplegen en op aanvraag bronnen inzien. Museumbezoekers kunnen tijdens het bezoek aan het Rijksmuseum vanaf een entresol de zaal van bovenaf bekijken. De bibliotheek is gevestigd in het Rijksmuseumgebouw aan de Museumstraat 1 te Amsterdam en is toegankelijk op alle dagen behalve zondagen en feestdagen van 10.00 tot 17.00 uur. 